# Thillenvogtei
Die Thillenvogtei in Rindschleiden, einem Ortsteil der Gemeinde Grosbous-Wahl, ist ein Dorfmuseum. Es präsentiert die Arbeits- und Lebensgewohnheiten um das Jahr 1900 mit Schwerpunkt auf Landwirtschaft, Handwerk, Hauswesen und Schule und bietet insbesondere an Kinder gerichtete Aktivitäten zum „kucken, lauschteren, upaken, fillen, probéieren, richen, schmaachen“ (ansehen, hören, anfassen, fühlen, probieren, riechen, schmecken), wie Brot backen, Wäsche auf dem Waschbrett waschen und Getreide dreschen.

## Ausstellungsflächen
Im Museum befinden sich Räume einer Schule, Schreinerei, Schusterei, Sattlerei, Bäckerei.  Eine Ausstellung informiert über das Haushaltswesen im Museum. Das „Lebendige Landmuseum“ (Musée rural vivant) ist ganzjährig nach Vereinbarung geöffnet. Kinder können bei der Kartoffelernte, Apfelpflücken, Dreschen sowie beim Brotbacken mithelfen.

## Geschichte
Auf dem Dachspeicher des Hofes Thillenvogtei in Wahl, wurden Dokumente von 1688 gefunden. Dort heißt es: „Thielen Vogtey zu Wahll under dem Hursten Hause daselbsten dem Hauss Everlingen mit schaaff, frondt, diensten zugethan Hatt scheuer, stallung backhauss und mistplatzen vor der thur....“
Der Name Thillenvogtei stammt somit aus der Feudalzeit und geriet nach der Französischen Revolution in Vergessenheit. Auf dem Katasterplan von Wahl ist noch heute der Name „Thillenpesch, Thillengart“ vermerkt.

## Organisation
Das Museum wird von Jean Ney und dessen Tochter Elisabeth Ney geleitet.